# 別洛耶湖 (普柳薩區)
58°48′23″N 28°44′37″E / 58.806363°N 28.7436676°E
別洛耶湖（俄语：Белое），是俄羅斯的湖泊，位於該國西北部，由普斯科夫州負責管轄，處於普柳薩區，面積0.06平方公里，集水區面積0.38平方公里，平均水深2米，最大水深3米。